# Trichocereus macrogonus var. pachanoi
Trichocereus macrogonus var. pachanoi, llamado comúnmente cactus de San Pedro o huachuma, es una variedad de la especie Trichocereus macrogonus de la familia Cactaceae. Se utiliza en la medicina tradicional andina tanto para uso humano como veterinario y es cultivado como planta ornamental. Fue anteriormente y aún es conocida como Echinopsis pachanoi.

## Descripción
Es un cacto arbóreo de porte columnar, que puede estar muy ramificado desde la base. De 3 a 7 m de alto y a veces sin distinguir el tronco principal. Tallos de color verde glauco, de 5 m de largo y 8-15 cm de diámetro. Presenta de 5 a 14 costillas, anchas, redondeadas, con profundas muescas donde se asientan las areolas, en las que aparecen de 3 a 7 espinas marrones, de 0,5 a 2 cm de largo, a veces ausentes. Las flores, de color blanco, nacen cerca del ápice del tallo, son nocturnas y con una fuerte fragancia, de 19 a 24 cm de largo y de 3 a 4 cm de diámetro, con el tubo floral cubierto de vellosidad negra. Fruto oblongo, verde oscuro, de 5 a 6 cm de largo y 3 cm de diámetro.

## Distribución y hábitat

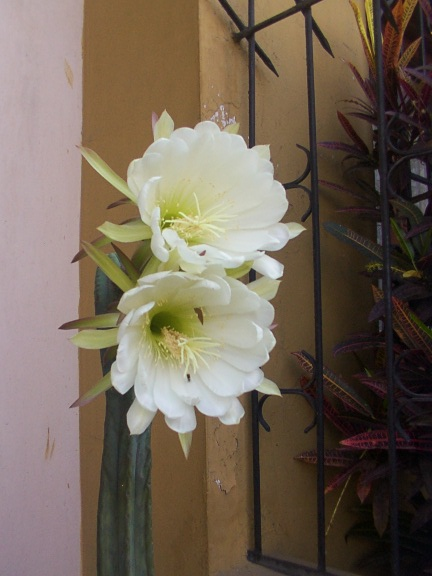
Flores.

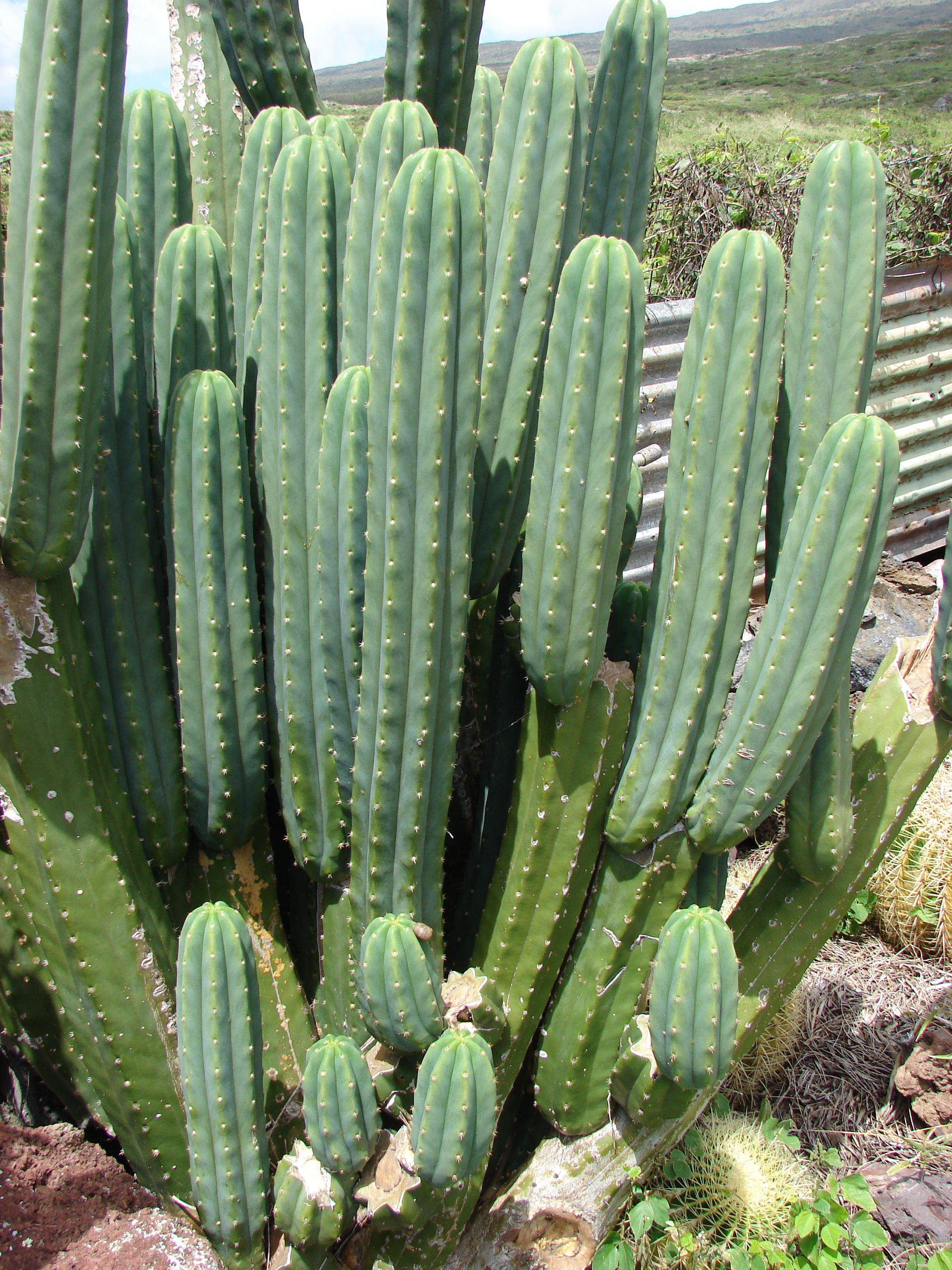
Vista de la planta

Nativo de los Andes. Crece de forma silvestre en altitudes entre los 1000 a 3000 m s.n.m. Se encuentra en la cordillera andina abarcando desde Ecuador y el norte del Perú hasta el norte de Chile y Argentina. También se cultiva en otras partes del mundo. Muchos peruanos plantan el cactus de San Pedro a la entrada de sus casas.

## Taxonomía
La primera descripción de la variante fue bajo el nombre de Echinopsis pachanoi por parte de (Britton & Rose)  H. Friedrich & G. D. Rowley y publicado en International Organization for Succulent Plant Study Bulletin 3(3): 96. 1974. Una revisión taxonómica publicada en enero de 2012 en la revista Haseltonia por Sofía Albesiano y Roberto Kiesling redujeron el taxon a una variedad de la especie Trichocereus macrogonus: Trichocereus macrogonus var. pachanoi. Se puede distinguir de T. macrogonus var. macrogonus por el menor número de espinas por areola y por ser generalmente algo más corto y con tallos más delgados.
Etimología
Sinonimia
- Cereus pachanoi (Britton & Rose) Werderm.[10]
- Echinopsis chalaensis (Rauh & Backeb.) H. Friedrich & G.D. Rowley
- Echinopsis santaensis (Rauh & Backeb.) H. Friedrich & G.D. Rowley
- Trichocereus chalaensis Rauh & Backeb.
- Trichocereus macrogonus subsp. sanpedro M.H.J.van der Meer
- Trichocereus pachanoi Britton & Rose
- Trichocereus pachanoi f. peruvianus (Britton & Rose) F. Ritter
- Trichocereus santaensis (Speg.) Backeb.

Variedades
- Var. (KK339), Huigra, Chanchán, sur Ecuador, espinas cortas, epidermis verde oscuro.
- Var. (KK591), Loja, sur Ecuador, espinas cortas, verde oscuro.
- Var. (KK2150), Ayabaca, norte Perú, espinas muy cortas, verde claro.

## Importancia económica y cultural

### Medicina tradicional
Se utiliza hasta el presente como parte de la medicina tradicional andina, especialmente en los rituales de la mesa norteña de la costa y sierra norte de Perú, y el sur de Ecuador. Desde el 14 de noviembre de 2022, esta tradición de uso es Patrimonio Cultural de la Nación en Perú.

### Principios activos
Se ha identificado un péptido denominado Ep-AMP1 en el cactus.

### Psicoactividad
Después del peyote, el San Pedro, incluida la Echinopsis lageniformis, es el que mayor concentración del alcaloide mescalina presenta. El cactus E. pachanoi ha sido utilizada con fines diversos. Tradicionalmente tuvo un rol esencial en rituales religiosos, entre algunos pueblos originarios de los Andes. Ha penetrado en otras culturas, donde es utilizada como enteógeno.

## Historia
Investigaciones arqueológicas en los Andes han hallado restos arqueobotánicos que se remontan hasta por lo menos el 6,400 a. C en la Cueva del Guitarrero en Áncash. En el Complejo Arqueológico Huaca El Paraíso en Lima el 2016 se encontró un cactus de 4,000 años posiblemente de la especie Echinopsis pachanoi de unos 30 centímetros de longitud en un aparente buen estado de conservación.
En el centro ceremonial Chavín de Huántar una estela de piedra con el cactus en su iconografía fue hallada por el arqueólogo peruano Luis Lumbreras en las excavaciones a inicios de la década de 1970 en la denominada Plaza Circular. Se asume que el San Pedro fue usado aquí en la liturgia que reunía a la casta sacerdotal y creyentes locales y foráneos. Era utilizado por las culturas originarias como Chavín, Nasca, Moche y Cupisnique en sus celebraciones religiosas por sus propiedades enteógenas debido a un alcaloide que contiene, la mescalina.

## Cultivo
Este cactus es de fácil cultivo en la mayoría de los lugares. Acostumbrado a su hábitat natural en los Andes, a grandes altitudes y con abundante pluviosidad, puede soportar temperaturas muy por debajo de lo que resisten muchas otras especies. Requiere un suelo fértil y bien drenado. El promedio de crecimiento es de medio metro al año. Es susceptible de padecer enfermedades fúngicas si se riega en exceso. Puede sufrir quemaduras o presentar una reacción clorótica debido a la sobreexposición solar, por lo que es mejor mantenerlo en semisombra durante el verano en latitudes de clima templado.

### Multiplicación

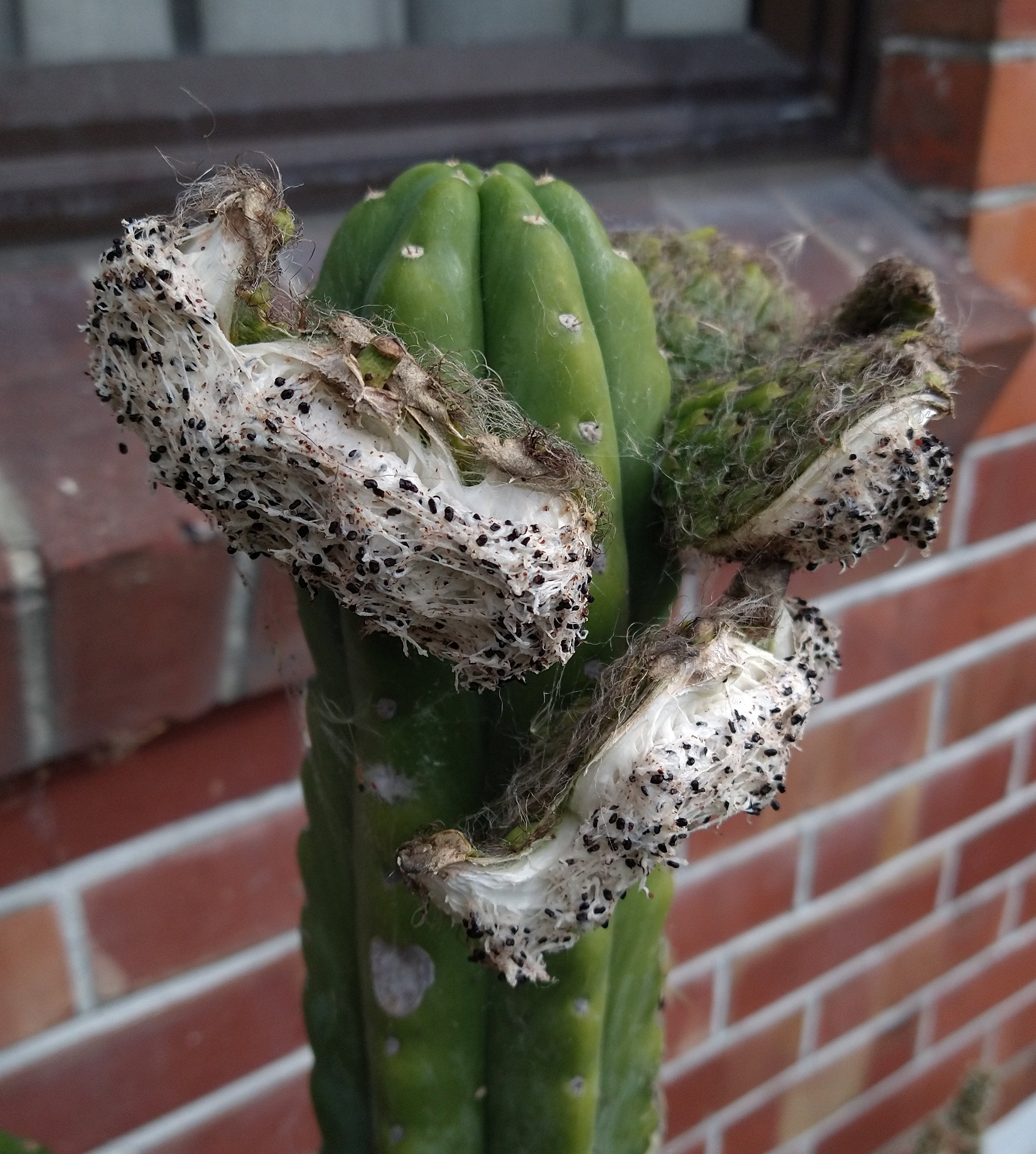
Fruto del cactus Echinopsis pachanoi, que contiene semillas.

Se multiplica fácilmente por semillas. Los requisitos son: mantener un alto grado de humedad, una mezcla de sustrato nutritiva y con buen drenaje, agua suficiente (pero no demasiada) y luz. También se propaga por medio de esquejes, de los cuales se obtiene un clon de la planta madre.Algunos clones muy apreciados por los coleccionistas son Ogunbodede, Vilcabamba A y Yowie. Un método de propagación de cultivares específicos consiste en injertar pequeños esquejes en cactus de mayor tamaño.

## Nombres comunes
- Idioma español: cactus de San Pedro, wachuma, gigantón, huachuma, aguacolla,[36] lapituq,[37] tsuná[38]